# بهرام مشتاقی
بهرام مشتاقی (زادهٔ ۲ اردیبهشت ۱۳۳۱) کشتی‌گیر پیشین ایرانی است. وی دارندهٔ نشان طلای بازی‌های آسیایی ۱۹۷۴ می‌باشد و در بازی‌های المپیک تابستانی ۱۹۷۶ در وزن ۱۰۰ کیلوگرم به میدان رفته‌است.
وی عضویت در شورای فنی کشتی فرنگی و سرپرستی تیم‌ملی کشتی فرنگی ایران را در کارنامهٔ خود دارد.

## بازیگری
بهرام مشتاقی در مجموعه تلویزیونی پایتخت ۳ که از شبکه یک سیما پخش شد، در قامت مربی کشتی پیش‌کسوتان ایران در مسابقات جهانی، به نقش‌آفرینی پرداخت.